# Uusikatu
Uusikatu (français : nouvelle rue) est une rue et une des voies de circulation les plus importantes du centre-ville d'Oulu en Finlande.

## Présentation
Uusikatu traverse le centre d'Oulu du sud-ouest au nord-est de Heinäpää à Myllytulli. 
Uusikatu commence à Heinäpää à l'intersection de Puistokatu et Limingantie et passe à quatre voies. Le tronçon à quatre voies devient une rue en pente appelée Lävistäjä à l'intersection de Kajaaninkatu. 
La fin d'Uusikatu est un chemin résidentiel entre Linnankatu et Heikinkatu.
La rue est principalement à quatre voies, seule la partie nord de Lävistäjä est à deux voies.

## Histoire
Auparavant, la rue était connue sous le nom de Pikku Uusikatu. 
La rue a reçu son nom actuel lorsque le plan de la ville a été approuvé en 1907.
A cette occasion, les anciens noms de rue plus longs ont été raccourcis.
À l'automne 1963, les premiers feux de signalisation d'Oulu ont été installés à l'intersection d'Uusikatu et de Saaristonkatu.

## Galerie

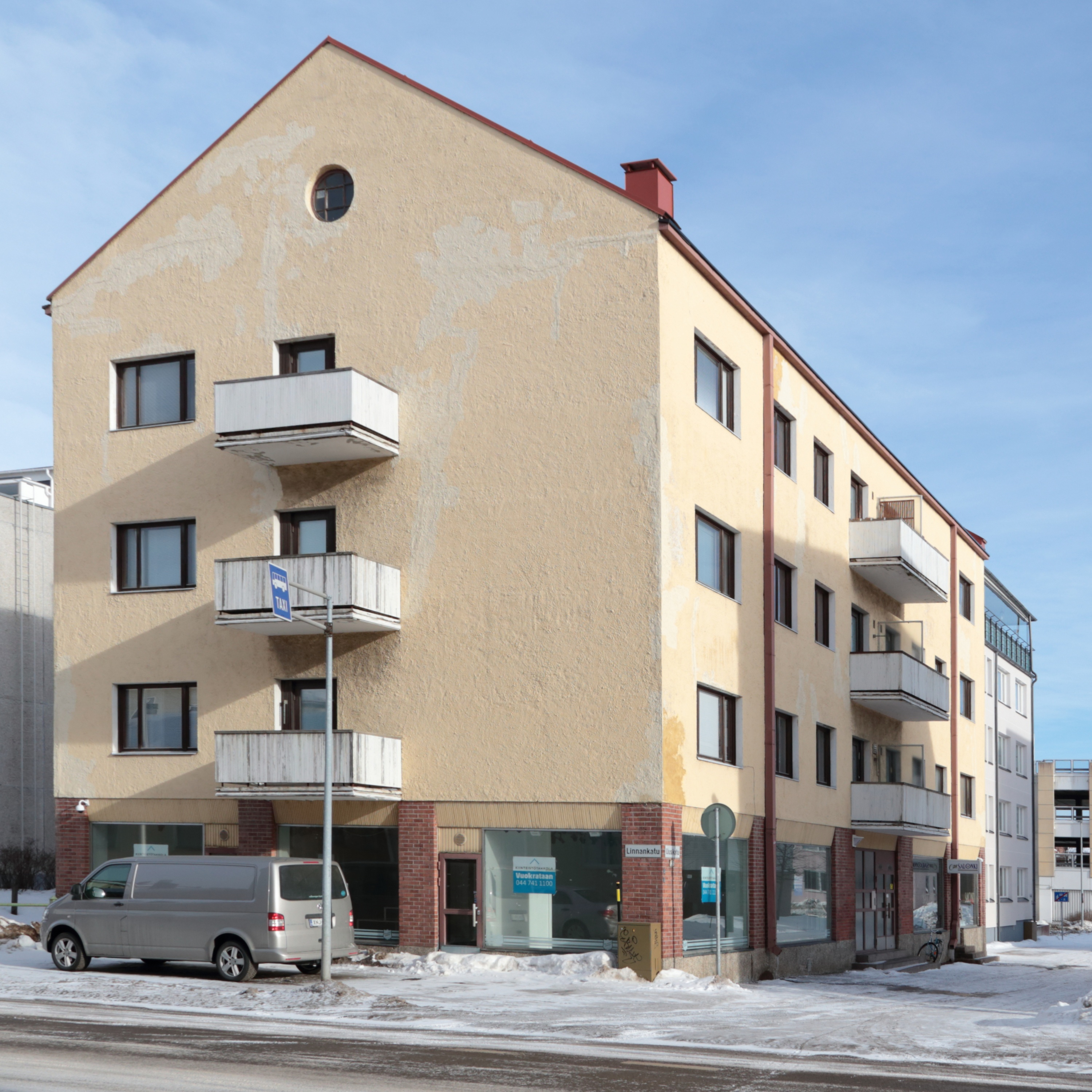
Uusikatu 8.
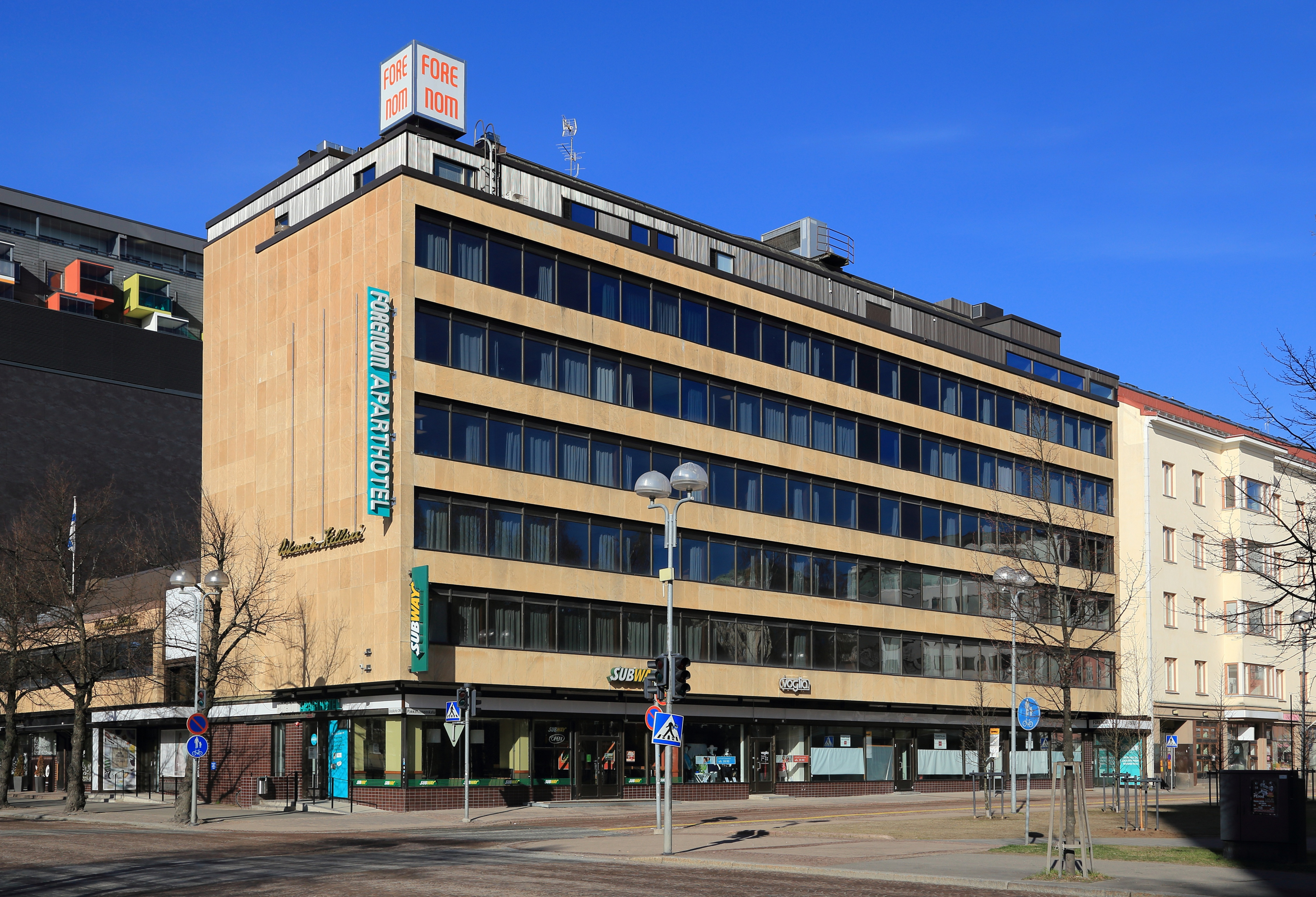
Uusikatu 26.
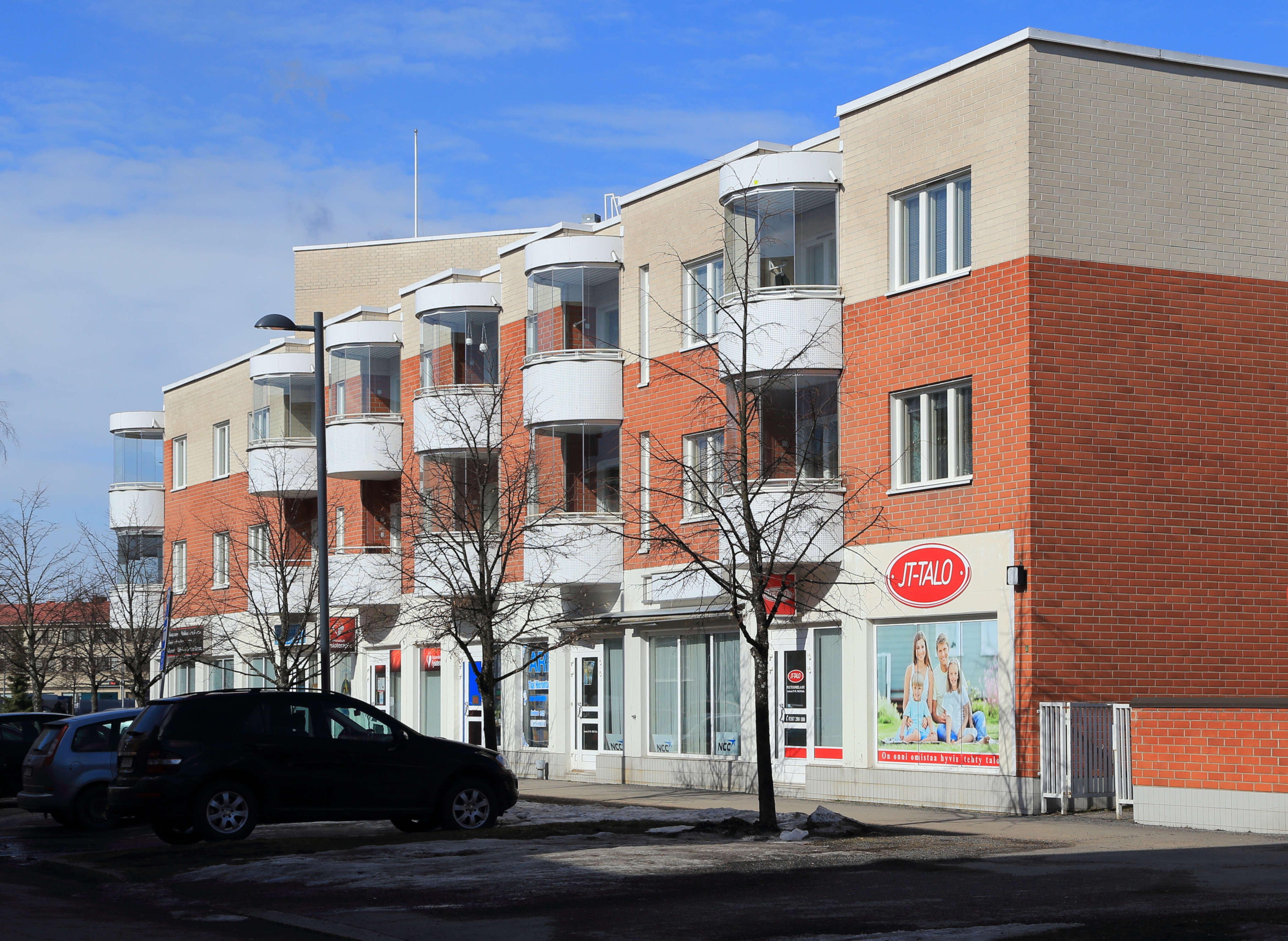
Uusikatu 57.
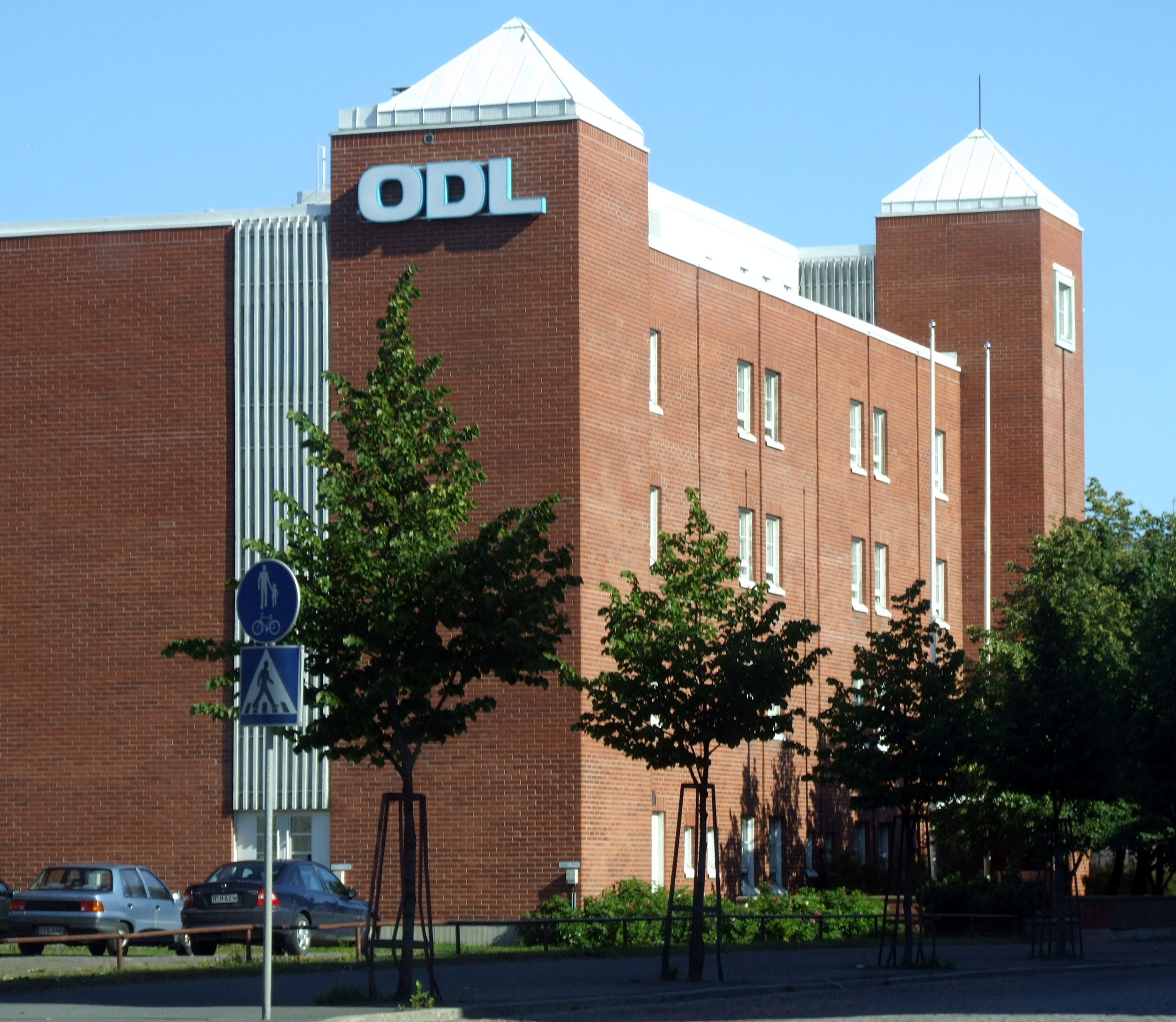
Uusikatu 66.
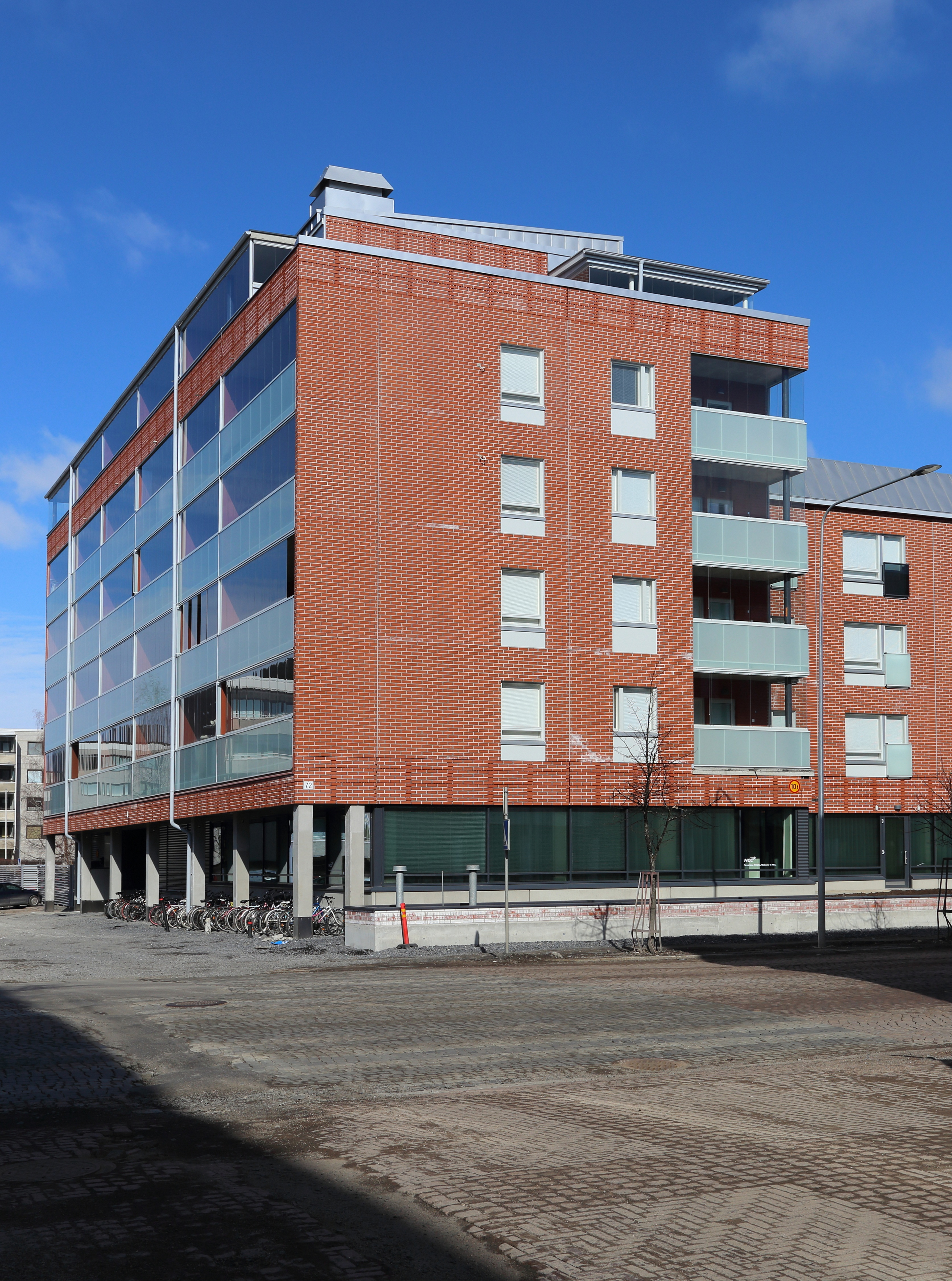
Uusikatu 72.